# HD 96167 b
HD 96167 b (بالإنجليزية: HD 96167 b)‏ الذي يرمز له بالرمز HD 96167b، هو كوكب خارج المجموعة الشمسية، في كوكبة الباطية، يتبع HD 96167 ‏.

## الاكتشاف
اكتشف في 17 أبريل 2009، وكانت طريقة الاكتشاف Doppler spectroscopy.